# 埃雷辛
埃雷辛是德国巴伐利亚州的一个市镇。总面积14.23平方公里，总人口1841人，其中男性994人，女性847人（2011年12月31日），人口密度129人/平方公里。